# Flughafen Gəncə

i8
i11
i13
Der Flughafen Gəncə (auch Flughafen Ganja oder Flughafen Gyandzha, aserbaidschanisch Gəncə beynəlxalq hava limanı, englisch Ganja International Airport, IATA-Code: GNJ, ICAO-Code: UBBG) ist ein internationaler Verkehrsflughafen unweit westlich von Gəncə (englische Schreibweise auch Ganja, oder als Transkription der russischen Namensform Gyandzha), der zweitgrößten Stadt Aserbaidschans. Eine Straßenanbindung besteht zur Regionalstraße R50, dem westlichen Zubringer von der Magistrale M2 nach Gəncə. Die Entfernung in die Innenstadt beträgt etwa neun Kilometer.
Der Flughafen ist eine Basis der Azerbaijan Airlines und durch Turkish Airlines mit Istanbul verbunden.

## Geschichte
Der Bau des Flughafens in Gəncə (früher Kirovabad) begann 1948 und wurde 1951 abgeschlossen. Der Flughafen war so ausgelegt, dass er Flugzeuge des Typs Yak-40 empfangen konnte. Auch von Beginn an wurde der Flughafen militärisch genutzt.
Als Aserbaidschan die Unabhängigkeit erlangt hatte, wurde für den Flughafen eine Überprüfung und Zertifizierung des Flughafens durch die ICAO und IATA beantragt, damit der Flughafen einen internationalen Status erhalten konnte. Noch bis 1994 war der Flughafen in der Kontrolle Russlands, welches dort Flugzeuge der Streitkräfte stationiert hatte. Das Kontrollteam mit aserbaidschanischen und ausländischen Spezialisten stellte teils gravierende Mängel fest. Allgemein war die Infrastruktur in einem desolate Zustand. Die Start- und Landebahn des Flughafens, die seit 1964 in Betrieb war, konnte zudem nur Mittelstrecken- und Militärflugzeuge aufnehmen. Das Verkehrsministerium von Aserbaidschan entschied daher, den Flughafen abzureißen und neu aufzubauen. Für den Wiederaufbau des Flughafens Gəncə, der 2005 begann, wurden rund 40 Millionen US-Dollar bereitgestellt. 2006 wurde der Neubau in Betrieb genommen und erhielt im selben Jahr den Status eines internationalen Flughafens.
Am 6. April 2007 zwischenlandete ein Boeing-747-Frachtflugzeug, das von Hongkong nach Budapest flog. Dies war der erste internationale Flug zum neu gebauten Flughafen. Der Flughafen wird auch als Transitreserveflughafen für aserbaidschanische und ausländische Fluggesellschaften genutzt, die nach Europa und Asien fliegen.
Am 12. August 2021 gab die staatliche Nachrichtenagentur AZERTAC bekannt, dass der Antrag Aserbaidschans den Flughafencode von KVD, abgeleitet vom sowjetischen Namen der Stadt Gəncə (Kirovabad), zu GNJ zu ändern bewilligt wurde. Damit ist der neue IATA-Code GNJ.

## Flughafengelände
Die Gesamtfläche des Flughafens beträgt mehr als 15.000 Quadratmeter.
Das neue dreistöckige Flughafengebäude hat eine Kapazität von 300 Passagieren pro Stunde. Der Flughafen ist mit aktueller Technologie ausgerüstet. Die neue Landebahn mit einer Länge von 3300 Metern ermöglicht den Empfang schwerer Flugzeuge. Der Flughafen beschäftigt 200 festangestellte Mitarbeiter.
Während des Umbaus wurde ein 2000 Quadratmeter großes Frachtterminal am Flughafen errichtet. Weiter gibt es am Flughafen unter anderem einen 20 Kilometer langer Sicherheitszaun um den Flughafen, diverse Kontrollpunkte, eine Transformatorstation, eine Tankstelle und eine Feuerwache.

## Fluggesellschaften und Ziele
Der aserbaidschanische Flagcarrier Azerbaijan Airlines hat am Flughafen Gəncə eine Basis, die sie betreibt. Seit dem Zweiten Bergkarabachkonflikt 2020 bietet die Fluggesellschaft aber keine Flüge nach Gəncə mehr an.
Zurzeit ist Turkish Airlines die einzige Fluggesellschaft, die den Flughafen regelmäßig anfliegt. Sie verbindet Gəncə mit dem neuen Flughafen Istanbul.